# حكومة صائب سلام الأولى
الحكومة اللبنانية الرابعة عشر بعد الاستقلال والرابعة عشر بعهد الرئيس بشارة الخوري، وهي أول حكومة يترأسها صائب سلام. شكلت الحكومة بموجب المرسوم رقم 9426 بتاريخ 14 أيلول / سبتمبر 1952 واستقالت في 18 أيلول / سبتمبر 1952، ولم تمثل الحكومة أمام المجلس النيابي لأخذ الثقة.

## أعضاء الحكومة
- صائب سلام رئيساً لمجلس الوزراء ووزيراً للأنباء ووزيراً للخارجية ووزيراً للداخلية ووزيراً للدفاع ووزيراً للزراعة.
- باسيل طراد نائباً لرئيس مجلس الوزراء ووزيراً للأشغال العامة ووزيراً للاقتصاد الوطني ووزيراً للتربية الوطنية ووزيراً للصحة.
- موسى مبارك وزيراً للبرق والبريد ووزيراً للشئون الاجتماعية ووزيراً للعدلية ووزيراً للمالية.

## وصلات خارجية
- موقع رئاسة مجلس الوزراء الرسمي